# Tramwaje w Valparaíso
Tramwaje w Valparaíso − zlikwidowany system komunikacji tramwajowej w Valparaíso w Chile, działający w latach 1863−1952.

## Historia

### 1863–1906
Pierwsze tramwaje w Valparaíso uruchomiono 4 marca 1863. Pierwszymi tramwajami były tramwaje konne, które kursowały po torach o szerokości 1676 mm. Początkowo zamówiono 25 piętrowych wagonów. Pierwsza trasa miała 3 km długości i prowadziła od Barón do Aduana. Trasę obsługiwała spółka Ferrocarril Urbano de Valparaíso (FUV). W kolejnych latach budowano kolejne linie i w 1880 posiadano 63 wagony. Sieć tramwajowa należąca do FUV znajdowała się w centralnej dzielnicy miasta, w związku z tym w 1897 nowa spółka Ferrocarril de Playa Ancha wybudowała linię tramwajową wzdłuż Avenida Altamirano do El Membrillo i Torpederas. W 1899 kolejna spółka Empresa de Tranvías del Cardonal al Sauce otworzyła linię wzdłuż Avenida España od Barón do Viña del Mar. Obie spółki wybudowały linie tramwajów konnych, które kursowały po torach o szerokości 1676 mm. Na przełomie XIX i XX w. w mieście było 20 km tras, po których jeździło 75 wagonów. 
25 października 1902 spółka Saavedra Bénard y Compañía uzyskała koncesję na elektryfikację linii tramwaju konnego. 25 września 1903 AEG, Deutsche Bank i grupa niemieckich inwestorów założyła spółkę Elektrische Straßenbahn Valparaíso, która wykupiła wszystkie trzy spółki. W Chile niemiecka spółka nazywała się Empresa de Tranvías Eléctricos de Valparaíso (ETEV) spółka ta zakupiła 60 piętrowych wagonów silnikowych. Uruchomienie tramwajów nastąpiło 24 grudnia 1904 jednak dopiero od 26 grudnia rozpoczęły one regularnie kursować. 20 stycznia 1905 ETEV otrzymało pozwolenie na budowę linii tramwajowej z Valparaíso do Viña del Mar. Linię tę otwarto 28 stycznia 1906. Wiosną ETEV został przejęty przez Deutsch-Überseeische Elektrizitäts-Gesellschaft, i nadano nową nazwę Compañía de Tranvías Eléctricos de Valparaíso (CTEV). 16 sierpnia 1906 Valparaíso nawiedziło trzęsienie ziemi, które zniszczyło część wagonów i infrastruktury. Pomimo trzęsienia ziemi we wrześniu otwarto nową linię tramwajową. 

### Po 1907
W 1907 zelektryfikowano ostatnie linie tramwaju konnego. Po odbudowie zniszczeń wyrządzonych przez trzęsienie ziemi CTEV posiadało 137 tramwajów. W 1909 tramwaje przewiozły 29 mln pasażerów. W 1910 CTEV podpisało z władzami miasta umowę na zakup większej ilości taboru i budowę nowych linii tramwajowych. Po podpisaniu tej umowy CTEV nie zakupił nowych tramwajów i nie wybudował żadnej nowej linii. W czasie I wojny światowej stan taboru znacznie się pogorszył, wycofano z eksploatacji część taboru i podniesiono ceny co wywołało niezadowolenie wśród mieszkańców. Wprowadzono także ograniczenia w ilości przewożonych pasażerów przez tramwaje. Wkrótce CTEV przebudowało 25 najstarszych tramwajów na piętrowe. 10 marca 1920 wyproszony pasażer z przepełnionego tramwaju rzucił kamieniem w przednią szybę tramwaju co wywołało bójki, które trwały przez 4 godziny w trakcie których zniszczono 56 tramwajów. Z powodu zaistniałej sytuacji właściciel CTEV Deutsch-Überseeische Elektrizitäts-Gesellschaft sprzedał CTEV hiszpańskiej spółce Compañía Hispano-Americana de Electricidad mającą swoją siedzibę w Madrycie. W ciągu kolejnych dwóch lat spółka ta zrealizowała część planów CTEV. Zamówiono także 23 czteroosiowych, piętrowych tramwajów. Jeszcze zanim nowe tramwaje dotarły do miasta spółka została 11 kwietnia 1923 sprzedana firmie S. Pearson & Sons of London, associated with England's Whitehall Electric Investments Ltd. Wówczas to zmieniono nazwę CTEV na Compañía de Electricidad de Valparaíso (CEV), która 1 stycznia 1929 została sprzedana holdingowi Electric Bond & Share z USA. Spółka ta przejęła także operatora tramwajów z Santiago dzięki temu wymieniono pomiędzy tymi miastami część taboru. Tramwaje osiągnęły swój szczyt rozwoju na początku 1930, kiedy to 60 km tras obsługiwało 144 tramwajów silnikowych, 42 tramwaje doczepne i 11 technicznych. System obsługiwały trzy zajezdnie:
- Calle Independencia downtown
- Calle General del Canto w Playa Ancha
- Chorrillos terminus w Viña del Mar

Nowy właściciel CEV przebudował wszystkie tramwaje piętrowe na jednopoziomowe. 15 września 1945 spółka CEV została wywłaszczona przez rząd Chile. Zmieniono wtedy nazwę spółki na Empresa Nacional de Transportes. Wówczas rząd wykupił także inne sieci i zapowiedział całkowitą likwidację tramwajów w Chile. Stopniowa likwidacja sieci tramwajowej rozpoczęła się w 1947. W 1950 sieć tramwajowa składała się tylko z dwóch krótkich linii w centrum. Tramwaje w Valparaíso zlikwidowano 30 grudnia 1952 po 89 latach eksploatacji. Tramwaje zostały zastąpione przez trolejbusy kursujące do dzisiaj.